# 位山
位山（くらいやま）は、飛騨高地の中央に位置する岐阜県高山市の標高1,529mの山。
飛騨北部と南部の境界であり宮川と飛騨川の分水界である位山分水嶺の山。
飛騨一宮水無神社の神体である。日本二百名山のひとつであり、山域は岐阜県の「位山舟山県立自然公園」に指定されている。

## 山名の由来と歴史
位山には岐阜県の県木であるイチイの原生林がある。位山の名前の由来について、朝廷に位山のイチイを笏の材料として献上した際、この木が一位の官位を賜ったことから木はイチイ、山は位山と呼ばれるようになったという説があり、現在でも天皇即位に際して位山のイチイの笏が献上されている。古来より霊山とし崇められている。新古今和歌集で源通親（土御門内大臣）が、「位山あとをたづねてのぼれども　子を思ふ道になほ迷ひぬる」と詠んでいる。天孫降臨、天の岩戸、両面宿儺などの伝説のある山である。位山街道は7世紀末に飛騨の匠丁が、京に木工などの労働のために移動する際に利用されていた。

## 登山道
各方面からの登山道がある。大部分の登山者は、岐阜県道98号宮萩原線苅安峠の道の駅モンデウス飛騨位山と併設されているモンデウス飛騨位山スノーパークからの位山遊歩道を利用する。山頂部には三等三角点がある樹林帯で展望はないが、その周辺からは南西に川上岳、西側に白山を中心とする両白山地の山並みを望むことができる。平らな山頂付近の湿地帯には、ショウジョウバカマ、モウセンゴケなどの群生地がある。
- 位山遊歩道 ： 道の駅モンデウス飛騨位山 - モンデウス飛騨位山スノーパークのリフト終点 - 太奈山（1,233.3m・三等三角点） - 天ノ岩戸（岩戸平） - 位山

モンデウス飛騨位山スノーパークのリフト終点は、飛騨山脈と御嶽山の展望地となっている。遊歩道の途中には、御手洗岩、畳岩、門立岩、尻立岩、鏡岩、御魂岩などの巨石群が散在する。山の上部では、オオシラビソ、モミなどが見られ、山頂部は平らでサラサドウダンの群生地となっている。また周辺ではダケカンバ、ブナ、ミズナラなどの落葉広葉樹も見られる。山頂のすぐ南には、「天ノ泉」と呼ばれる湧水がある。その間にはトイレが整備されている。積雪期にはスキー場のリフトを利用して、山スキーやスノーハイクのコースとしても利用される。
- 位山巨石群登山道 ： ダナ平林道登山口 - 位山巨石群 - 天ノ岩戸 - 位山
- 天空遊歩道[11] ： （各方面から登山口） - 川上岳 - 三等三角点（1,443.7m） - 位山

## 地理
飛騨山脈の乗鞍岳から西への延びる支尾根の位山分水嶺の主峰で、飛騨高地の中央部に位置する。その尾根は川上岳を経て、福井県境へと延びる。
山頂から南東3.2kmに位置する位山峠（標高約1,090m）は、古くから飛騨と京を結ぶ位山街道の峠であった。尾根の北東には並行してダナ平林道、南東には苅安林道がある。

### 位山三山

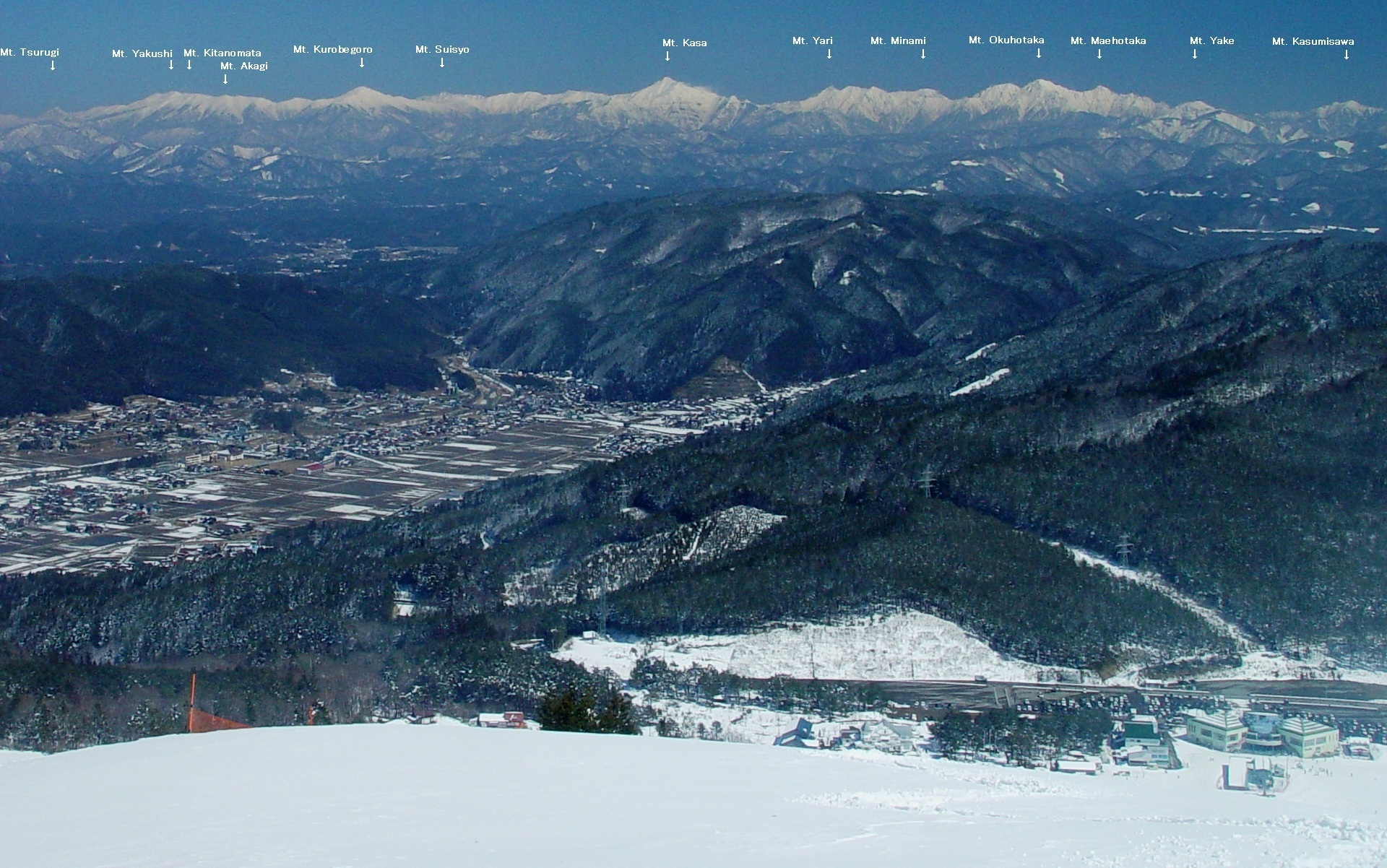
位山から望む北アルプス

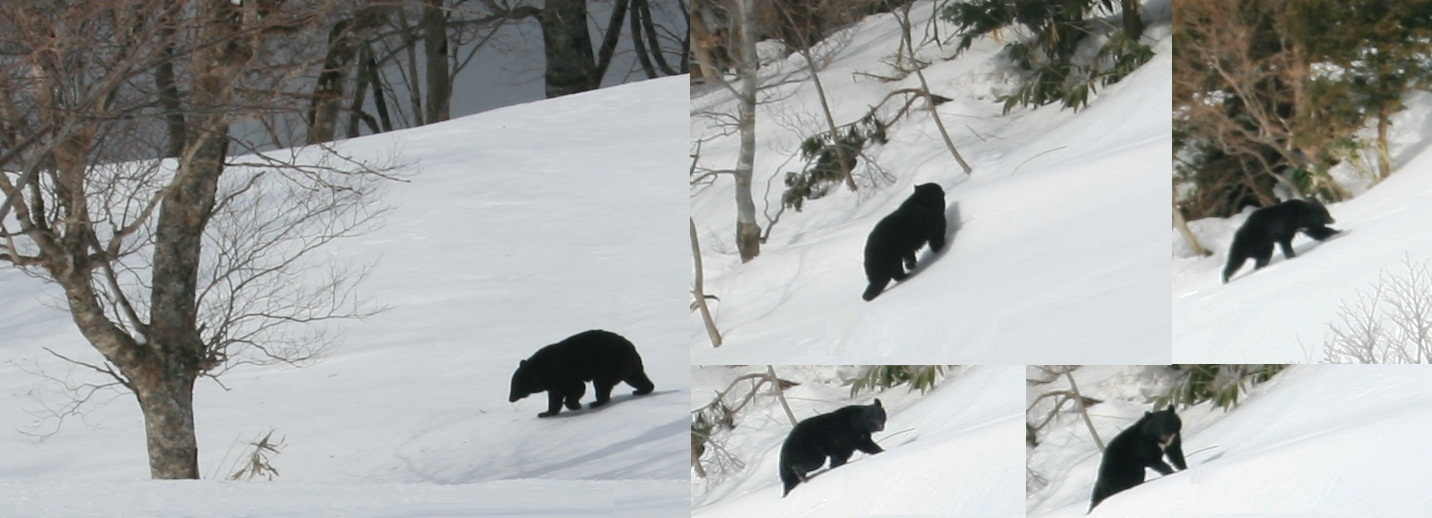
位山のブナ林に生息するツキノワグマ

位山、川上岳、船山を合わせて位山三山と呼ばれている。
| 山容 | 山名   | 標高 （m） | 三角点 等級 | 位山からの 方角と距離（km） | 備考         |
| ---- | ------ | ---------- | ----------- | --------------------------- | ------------ |
|      | 位山   | 1,529.15   | 三等        | 0                           | 日本二百名山 |
|      | 船山   | 1479.48    | 二等        | 南東 4.2                    |              |
|      | 川上岳 | 1,625.87   | 一等        | 南西 5.4                    | 日本三百名山 |

### 源流の河川
以下の源流となる河川はそれぞれ日本海と太平洋へ流れる。
- 宮川（神通川水系）の支流、山頂から西約5kmの宮川最上流部には、宮川防災ダムがある。
- 無数河川、山之口川　（飛騨川の支流）、山頂から南東約2kmの無数河川には、久々野防災ダムがある。

## 位山からの展望

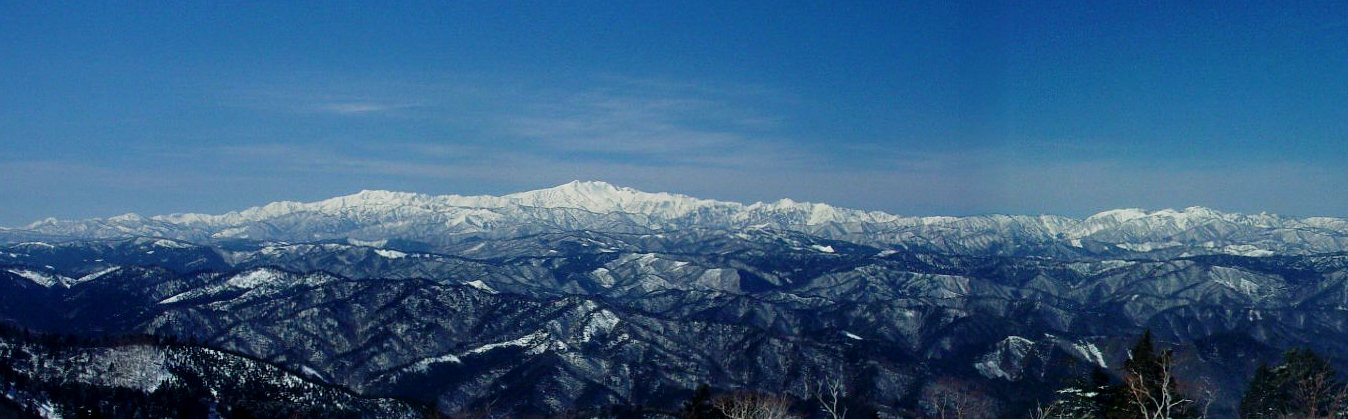
位山頂上から望む両白山地（中央は主峰の白山）

## 登場する作品
- 星空へ架かる橋（feng）　-　アニメ、ゲーム共に双子山としてこの山の展望台が登場する。しかし現在は老朽化のため取り壊されている。また、見渡した時の目下に広がる眺望も描かれている。